# اثر موج‌دار (فیلم)
اثر موج‌دار (به انگلیسی: Ripple Effect) فیلمی محصول سال ۲۰۰۷ و به کارگردانی فیلیپ کالند است. در این فیلم بازیگرانی همچون فارست ویتاکر، ویرجینیا مادسن، مینی درایور، فیلیپ کالند، جان بیلینگزلی، کیپ پاردیو و کالی روچا ایفای نقش کرده‌اند.